# Hamburg-Rönneburg
Rönneburg is een stadsdeel van Hamburg in het district Harburg.

## Geografie
Rönneburg ligt aan de zuidelijke rand van Hamburg.
De aan Rönneburg grenzende districten van Hamburg zijn: Gut Moor in het noordoosten, Wilstorf en Harburg in het noordwesten, Langenbek in het westen en Sinstorf in het zuidwesten. In het zuiden en het oosten grenst Rönneburg aan de gemeente Seevetal in het district Harburg van Nedersaksen.

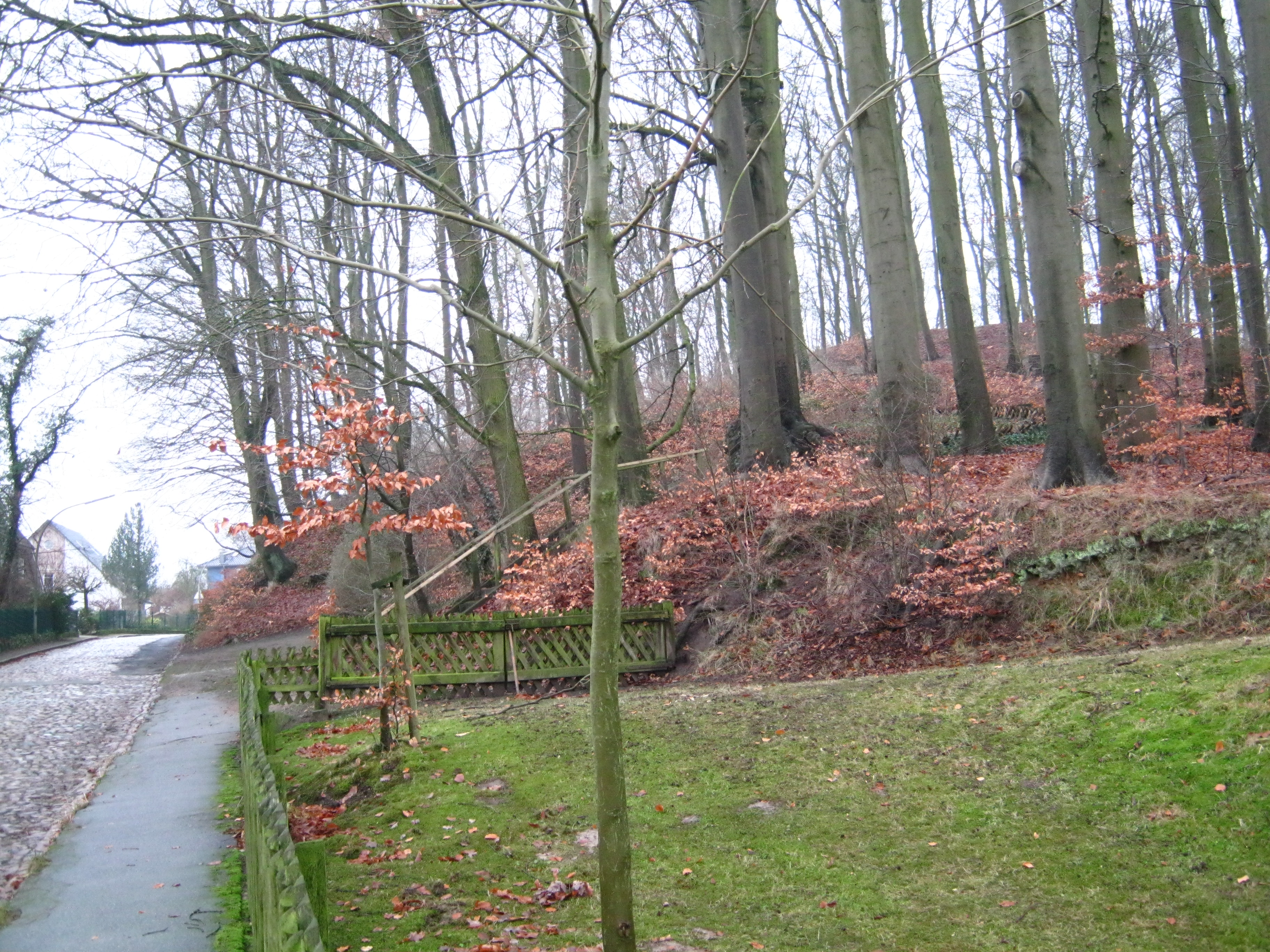
Burchtheuvel Rönneburg

De burcht Runneborge werd voor het eerst vernoemd in een document in 1233/1233. De naam komt van een beekje aan de voet van de burcht, de Rönne, wat druppeltje betekent. De Rönneburg diende om de Elbmarsch te controleren. In het dorpscentrum is de burchtheuvel nog herkenbaar. In 1937 werd het Pruisische Rönneburg, samen met de stad Harburg-Wilhelmsburg en enkele andere plaatsen onderdeel van Hamburg door de Groot-Hamburgwet.

## Statistieken
- Minderjarigen: 19,2% [Hamburgs gemiddelde: 16,2% (2016)].
- Ouderen: 18,4% [Hamburgs gemiddelde: 18,3% (2016)].
- Aandeel buitenlanders: 12,1% [Hamburgs gemiddelde: 16,7% (2016)].
- Werkloosheidscijfer: 3,2% [Hamburgs gemiddelde: 5,3% (2016)].

Het gemiddelde inkomen van het jaar 2013 per belastingplichtige van Rönneburg is 38.848 euro, het Hamburgse gemiddelde is 39.054 euro.

## Economie en infrastructuur

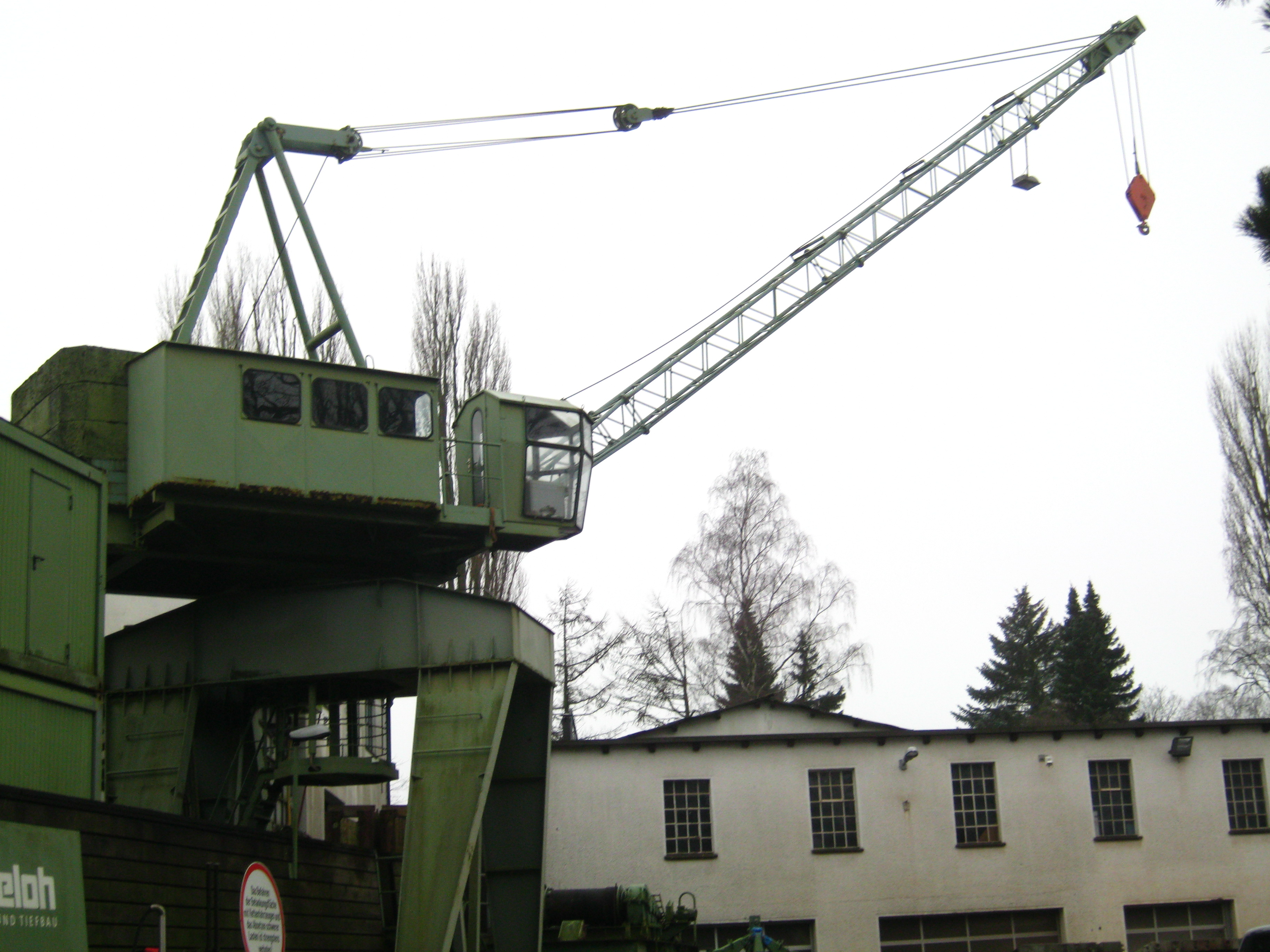
Zwarelastkraan van de firma Weseloh

### Openbare faciliteiten
Het Duitse Rode Kruis runt het kinderdagverblijf Villa Kunterbunt in de Vogteistraße.

### Verkeer
Hoofdstraat is de Vogteistraße, die van Harburg naar Meckelfeld loopt. Ten oosten van de Geestrand lopen de spoorlijnen Hamburg-Bremen en Hamburg-Hannover hier samen, maar er is geen halte.
Van rond 1930 tot 1971 was Rönneburg het eindpunt van een tramlijn vanuit het centrum van Hamburg en Harburg. Dit eindpunt bevond zich aan de dorpsrand in de Radickestrasse. Van 1961 tot 1977 liep er een spoorbuslijn van Harburg via Rönneburg en Meckelfeld naar Glüsingen of de Waldquelle. Nadat de tramdienst was stopgezet, werd een busverbinding naar Rönneburg opgezet, aanvankelijk de 156 (Wilhelmsburg - Rönneburg), die in 1983 vervangen werd door de 141 (Neugraben - Rönneburg). Het noordoosten van Rönneburg wordt bediend door lijn 241 (Bostelbek - Rönneburg).
Altenwerder · Cranz · Eißendorf · Francop · Gut Moor · Harburg · Hausbruch · Heimfeld · Langenbek · Marmstorf · Moorburg · Neuenfelde · Neugraben-Fischbek · Neuland · Rönneburg · Sinstorf · Wilstorf